# Borovička
Borovička je slovaška nacionalna alkoholna pijača, ki spada v skupino sadnih žganj, pridobivajo pa jo iz brinovih jagod, ki ji dajejo tipičen okus in aromo.
V Evropski uniji so zaščitene kategorije brinovega žganja blagovnih znamk Spišská borovička, Slovenská borovička Juniperus, Slovenská borovička, Inovecká borovička in Liptovská borovička. Pod tem imenom lahko Borovičko prodajajo le na Slovaškem registrirani prodajalci.